# Issaga Diallo
Issaga Diallo (Montceau-les-Mines, 1987. január 26. –) szenegáli származású francia labdarúgó, jelenleg a Cambridge United játékosa.